# Прапор Берегового
Прапор Берегового затверджений у 1991 p. рішенням Берегівської міської ради.

## Опис
Прапор міста було відновлено в 1991 році. Повернуто довоєнний варіант. Прапор являє собою прямокутне полотнище, яке складається з трьох рівновеликих горизонтальних смуг: зеленої, білої та зеленої з гербом усередині: напис «Берегове» у горішній частині українською мовою та «Beregszasz» угорською мовою у нижній.